# The Rotted
A The Rotted (jelentése: "A rohadtak") brit death metal/D-beat/punk együttes volt 2008 és 2014 között. Lemezeiket a Candlelight Records, Metal Blade Records, Hammerheart Records kiadók jelentették meg.

## Története
A zenekart a 2008-ban feloszlott Gorerotted tagjai, Ben Rotted, Tim Carley és Phil Wilson alapították. További alapító tag volt még Gian Pyres (ex-Cradle of Filth, ex-Christian Death, ex-Extreme Noise Terror) és Nate Gould is. A tagok kijelentették, hogy a Gorerotted és a The Rotted két külön együttesnek számít. A The Rotted zenéje abban is eltér a Gorerotted-tól, hogy az új együttes d-beat és punk rock elemeket is felhasznál a hagyományos death metal mellett. Első nagylemezük még megalakulásuk évében, 2014-ben került piacra. Ezeken kívül még két nagylemezt, és két EP-t jelentettek meg. 2014-ben feloszlottak, utolsó koncertjüket a Camden Underworld-ben tartották. Ben jelenleg az Extreme Noise Terror énekese, Tim a "Jo Carley and the Old Dead Skulls" nevű ska/cigányzenei együttes tagja, Reverend Trudgill basszusgitáros pedig saját tetoválószalont nyitott, "Skinned Alive" néven.
Első nagylemezük címe 50 Cent "Get Rich or Die Tryin'" albumcímének paródiája, a 2011-es kislemezük címe pedig a Sex Pistols "Anarchy in the UK" című dalának paródiája.

## Tagok
- Ben McCrow – éneklés (2008-2014)
- Tim Carley – gitár (2008-2014)
- Nate Gould – dobok (2008-2014)
- Reverend Trudgill – basszusgitár (2008-2014)
- Phil Wilson – basszusgitár (2008)
- Gian Pyres – gitár (2008-2009)

## Diszkográfia
- Get Dead or Die Trying (2008)
- Anarchogram (2010)
- Ad Nauseam (2011)
- Apathy in the UK (kislemez, 2011)
- Rotted Fucking Earth (kislemez, 2014)